# Bernard Manning
Bernard Manning (Mánchester, Inglaterra; 13 de agosto de 1930-Ib., 18 de junio de 2007) fue un humorista británico, además de propietario de nightclub. 
El estilo de Manning fue controvertido ya que sus actuaciones a menudo contenían material sobre estereotipos étnicos y minorías. Estos temas, comunes en el humor en vivo británico de la década de 1970, fueron excluidos de la televisión a partir de los años ochenta. Aun así, Manning siguió actuando en el teatro y en pubs hasta su fallecimiento. Algunos críticos calificaron su humor como racista, algo que Manning negaba.

## Biografía
Su verdadero nombre era Bernard John Manning, y nació en Ancoats, Mánchester, Inglaterra, donde se crio. La casa de Manning en el Gran Mánchester fue llamada Shalom, palabra hebrea con el significado de «paz». El motivo era que Manning era de origen judío. 

### National Service
Manning dejó los estudios a los 14 años, empezando a trabajar en el negocio de frutería de su padre, trabajando posteriormente en la factoría de tabaco del Grupo Gallaher antes de entrar a formar parte del Ejército Británico para cumplir con su National Service (servicio militar). Como otros muchos comediantes de su época (incluyendo al reparto de The Goon Show), Manning no pensaba hacer del espectáculo su modo de ganarse la vida, hasta que fue destinado a Alemania. Sirviendo como guardián de los criminales Nazis Rudolf Hess, Albert Speer y Karl Doenitz en la Prisión de Spandau (Berlín) tras el final de la Segunda Guerra Mundial, para pasar su tiempo libre Manning empezó a cantar temas musicales populares entreteniendo a los soldados compañeros. Lo que empezó como una actividad gratuita acabó dándole unos ingresos económicos que le hicieron ver la posibilidad de dedicarse plenamente al mundo del espectáculo.

### Carrera profesional
De vuelta a Inglaterra, Manning siguió cantando, ya de manera profesional, y también trabajando como MC. Era un buen cantante de baladas populares y trabajó para varias grandes bandas en la década de 1950, tales como la Oscar Rabin Band. Con el paso de los años Manning empezó a introducir el humor en sus presentaciones. Como el resultado era positivo, Manning poco a poco fue pasando de ser un maestro de ceremonias y cantante a ser un comediante.
Tras bastante trabajo en locales de comedia y en clubes de trabajadores del Norte de Inglaterra en los años cincuenta y sesenta, Manning debutó en la televisión en 1971 con la producción de Granada Television The Comedians. Además, participó con regularidad en el show The Wheeltappers and Shunters Social Club.
En la era de la corrección política, Manning perdió el favor de las compañías televisivas, pero continuó con sus actuaciones en el circuito del Working Men's Club and Institute Union en el Norte de Inglaterra, trabajando para audiencias en las que a menudo se incluían personas de minorías étnicas.
El estilo de Manning nunca menguó, pero a pesar de ello su carrera televisiva tuvo un pequeño repunte hacia el final de su vida, incluyendo una ocasión en la que Channel 4 le llevó a actuar a Bombay, India. 
En octubre de 2002 Manning presentó uno de los programas de Great Lives para la BBC Radio 4. En el mismo eligió honrar a la monja albanesa Madre Teresa.

### Embassy Club
En sus últimos años, aunque todavía hacía giras por el Reino Unido, tendía a actuar con mayor frecuencia en el club The Embassy. Puesto en marcha con su padre en 1959, Manning poseía el local en el distrito de Harpurhey, en Mánchester, aunque su hijo Bernard lo dirigía. El club está acreditado por haber acogido a muchas nacientes estrellas - Manning afirmaba que The Beatles actuaron allí en los inicios de su carrera.

### Vida personal
La esposa de Manning, Veronica, falleció a causa de un infarto agudo de miocardio en noviembre de 1986, a los 57 años de edad.
Durante gran parte de sus últimos años, Manning fue abstemio, y padeció diabetes. A causa de una enfermedad renal, Manning falleció en el Hospital North Manchester General el 18 de junio de 2007, a los 76 años de edad. Escribió su propia elegía, la cual se publicó como obituario en el Daily Mail dos días más tarde.

### Estilo
La raza, el sexo y la religión eran parte del material de muchos de los chistes de Manning, 
Los detractores de Manning, incluyendo a la presentadora de televisión Esther Rantzen, decían de él que era un racista intolerante. En cambio, el activista negro Darcus Howe una vez afirmó tener más en común con Manning que con Tony Blair.
Sin embargo, la familia y las amistades de Manning insistían en que sus controvertidos métodos eran de exclusiva utilización como recurso de sus actuaciones, algo que confirmaban vecinos suyos de origen no británico.
En diversas entrevistas, Manning recordaba haber actuado junto a Dean Martin en Las Vegas y haber sido recibido por la reina Isabel II, afirmando además ser un defensor de los valores familiares.

### Clips de audio
- Última entrevista de Bernard con Opal Bonfante "How I want people to remember me" Archivado el 20 de junio de 2007 en Wayback Machine.

### Videoclips
- En el Gardner's Arms en Stockport
- Bernard Manning en directo, 29 de mayo de 2005

- Datos: Q640816
- Multimedia: Bernard Manning / Q640816